# Ariadna insulicola
Ariadna insulicola là một loài nhện trong họ Segestriidae.
Loài này thuộc chi Ariadna. Ariadna insulicola được Takeo Yaginuma miêu tả năm 1967.